# Кремиковци (жилищен комплекс)
Вижте пояснителната страница за други значения на Кремиковци.
Жилищен комплекс „Кремиковци“ е малък квартал в град София, България, разположен в район „Кремиковци“, на 17,8 километра североизточно от центъра на града.
Ограден е от квартал „Кремиковци“ на запад и север и квартал „Сеславци“ на изток, а на юг граничи с невключени в определен квартал територии.